# 아름다운 그대에게 (드라마)
《아름다운 그대에게》는 2012년 8월 5일부터 2012년 10월 4일까지 방송된 SBS 드라마 스페셜이다. 나카조 히사야의 소녀 만화 《아름다운 그대에게》가 원작이다. 2007년 일본에서 제작된 드라마 《아름다운 그대에게: 미남 파라다이스》가 평균 시청률 17.4%를 기록하며 인기를 끌었던지라 한국판 리메이크가 진행된다고 하였을 때 가상캐스팅이 성행하였다. 그렇지만 그 화제성에 비해 시청률이 낮게 나와서 아숴움을 더했다. 그리고 2018년 1월에 교통사고로 세상을 떠났던 프리랜서 연출자 전기상 PD의 마지막 유작인데 전기상 PD 타계 당시 전 PD의 프리랜서 선언 전 마지막 직장이었던 KBS는 2008년 10월 21기 이후 공채 탤런트를 선발하지 않아 이렇다할 신인 발굴에 어려움을 겪어왔다.
상황이 이렇다 보니 김정난 (96년까지 본명인 김현아로 활동)(14기) 정경호 (20기) 등 몇몇 KBS 공채 출신 배우들이 타방송사에서 활동 중이지만 조재현 (13기) 노현희 (14기) 등은 연기활동이 끊겼다.

## 등장 인물

### 주요 인물
- 설리 : 구재희 역
- 민호 : 강태준 역 (아역 찬희) - 높이뛰기선수
- 이현우 : 차은결 역
- 김지원 : 설한나 역 - 체조선수, 태준과 같은 에이전시 소속

### 학생들
- 강하늘 : 민현재 역 - 높이뛰기선수, 태준의 라이벌
- 서준영 : 하승리 역 - 제2기숙사장, 육상부
- 황광희 : 송종민 역 - 지니체육고등학교 학생
- 김이안 : 나철수 역
- 유민규 : 조영만 역 - 제1기숙사장, 태권도 전공

### 지니체육고 선생님들
- 기태영 : 장민우 역 - 의사
- 이영은 : 이소정 역 - 국어교사
- 이한위 : 황계봉 역 - 학생주임
- 강경준 : 변광민 역 - 체육교사, 과거 육상부 선수

### 그 외 인물
- 선우재덕 : 강근욱 역 - 태준의 아버지
- 이아현 : 장 실장 역 - 태준과 설한나가 소속되어있는 스포츠 매니지먼트 실장
- 안혜경 : 양서윤 역 - 기자
- 유라 : 이은영 역 - 태준의 열혈팬
- 정은주 : 홍보희 역
- 송지수 : 신명화 역
- 줄리엔 강 : 다니엘 역 - 재희의 이복오빠, 의사
- 심재림
- 율리아
- 조이
- 이준희 : 강근욱의 비서 역
- 김원희
- 이서준
- 한규원
- 김용재
- 이민종
- 이태용 : 백한결 역
- 박기호 : 기호 역
- 공재원 : 광고주 역
- 이가령 : 광고회사 직원 역
- 육미라 : 태준의 어머니 역
- 김건호 : 경비원 역
- 김하연 : 여운 역 - 재희의 미팅녀
- 박태성 : 창연 역 - 펜션 알바생
- 최수린 : 하승리의 어머니 역
- 손영순 : 팔찌 판매하는 할머니 역
- 이용이 : 차은결의 할머니 역
- 반혜라 : 마트 직원 역
- 이승환 : 귀신 분장 해주는 학생 역
- 이영
- 이성현
- 김유한
- 김진환
- 천예원 : 리포터 역
- 신선희 : 차은결의 어머니 역
- 신재도 : 차은결의 아버지 역
- 김서정 : 간호사 역
- 신신범 : 할아버지 역
- 지수 : 학생 역

### 아역
- 김유빈 : 민현지 역 - 민현재의 동생

### 특별 출연
- 이상철 : 근육질 덩치남 역 - 지니체육고 3학년 학생 (1회)
- 윤성호 : 광고 작가 역 (1회)
- 고수희 : 별관매점 주인 역 (2회)
- EXO-K : 초대가수 역 (2회)
- 레드애플
- 남지현 : 홍다해 역 - 차은결의 첫사랑 (5~8회)
- 김우빈 : 존 김 역 - 포토그래퍼, 재희의 첫사랑 (9~11회)
- 정유근

## 기타
- 촬영 장소로는 목원대학교, 청강대학교, 용인외국어고등학교 등이 이용되었다.[7]

## 시청률
최저 시청률과 최고 시청률은 시청률 조사회사와 지역별로 시청률에 차이가 있을 수 있습니다.
| 제1회  | 8월 15일 | 6.4% | 7.3% |
| 제2회  | 8월 16일 | 5.8% | 5.7% |
| 제3회  | 8월 22일 | 4.8% | 5.1% |
| 제4회  | 8월 23일 | 5.8% | 5.4% |
| 제5회  | 8월 29일 | 4.3% | 4.8% |
| 제6회  | 8월 30일 | 5.8% | 5.6% |
| 제7회  | 9월 5일  | 4.7% | 4.6% |
| 제8회  | 9월 6일  | 5.4% | 5.4% |
| 제9회  | 9월 12일 | 5.5% | 5.4% |
| 제10회 | 9월 13일 | 5.8% | 5.8% |
| 제11회 | 9월 19일 | 4.3% | 4.2% |
| 제12회 | 9월 20일 | 5.1% | 4.6% |
| 제13회 | 9월 26일 | 4.4% | 4.4% |
| 제14회 | 9월 27일 | 4.8% | 4.8% |
| 제15회 | 10월 3일 | 4.0% | 4.1% |
| 제16회 | 10월 4일 | 5.3% | 5.2% |

## 사운드 트랙

### 'Butterfly'
| #  | 제목                             | 작사              | 작곡            | 재생 시간 |
| -- | -------------------------------- | ----------------- | --------------- | --------- |
| 1. | 〈Butterfly〉 (제시카, 크리스탈) | 켄지              | Matthew Tishler | 3:02      |
| 2. | 〈일어나 (Stand Up)〉 (제이민)   | 박준하, Groovie K | Groovie K       | 2:50      |

### '나야 (It's Me)'
| #  | 제목                            | 작사           | 작곡           | 재생 시간 |
| -- | ------------------------------- | -------------- | -------------- | --------- |
| 1. | 〈나야 (It's Me)〉 (써니, 루나) | 이상열, 박근철 | ZigZag Note    | 3:42      |
| 2. | 〈In Your Eyes〉 (온유)         | 이상열, 박근철 | 이상열, 박근철 | 4:27      |

### '아름다운 그대에게'
| #  | 제목                                 | 작사           | 작곡            | 재생 시간 |
| -- | ------------------------------------ | -------------- | --------------- | --------- |
| 1. | 〈아름다운 그대에게〉 (규현, 티파니) | 조윤경         | Various Artists | 4:01      |
| 2. | 〈SKY〉 (슈퍼주니어-K.R.Y)           | 이상열, 박근철 | 이상열, 박근철  | 4:42      |

### '가까이'
| #  | 제목                   | 작사           | 작곡           | 재생 시간 |
| -- | ---------------------- | -------------- | -------------- | --------- |
| 1. | 〈가까이〉 (태연)      | 김정배         | 켄지           | 4:03      |
| 2. | 〈어쩌면 우린〉 (다나) | 이상열, 박근철 | 이상열, 박근철 | 3:50      |

### OST
| #   | 제목                                                 | 작사              | 작곡            | 재생 시간 |
| --- | ---------------------------------------------------- | ----------------- | --------------- | --------- |
| 1.  | 〈Butterfly〉 (제시카, 크리스탈)                     | 켄지              | Matthew Tishler | 3:02      |
| 2.  | 〈일어나(Stand Up)〉 (제이민)                        | 박준하, Groovie K | Groovie K       | 2:50      |
| 3.  | 〈나야 (It's Me)〉 (써니, 루나)                      | 이상열, 박근철    | ZigZag Note     | 3:42      |
| 4.  | 〈In Your Eyes〉 (온유)                              | 이상열, 박근철    | 이상열, 박근철  | 4:27      |
| 5.  | 〈아름다운 그대에게 (Rise & Shine)〉 ( 규현, 티파니) | 조윤경            | Various Artists | 4:01      |
| 6.  | 〈SKY〉 (슈퍼주니어 KRY)                             | 이상열, 박근철    | 이상열, 박근철  | 4:42      |
| 7.  | 〈가까이 (Closer)〉 (태연)                           | 김정배            | 켄지            | 4:03      |
| 8.  | 〈어쩌면 우린 (Maybe...)〉 (다나)                    | 이상열, 박근철    | 이상열, 박근철  | 3:50      |
| 9.  | 〈너란 말야 (U)〉 (태민)                             | 김우주            | Zua             | 3:35      |
| 10. | 〈Butterfly (Acoustic Ver.)〉 ( 제시카, 크리스탈)    | 켄지              | Matthew Tishler | 3:00      |
| 11. | 〈Road To Winning〉 (Various Artists)                |                   |                 | 1:49      |
| 12. | 〈The Flying Boy〉 (Various Artists)                 |                   |                 | 1:37      |
| 13. | 〈I`m A Transfer〉 (Various Artists)                 |                   |                 | 1:20      |
| 14. | 〈Love Is All Around〉 (Various Artists)             |                   |                 | 1:57      |
| 15. | 〈Love, Love, Love〉 (Various Artists)               |                   |                 | 3:00      |
| 16. | 〈Oh! Lovely Day〉 (Various Artists)                 |                   |                 | 1:16      |
| 17. | 〈My Mom`s Memories〉 (Various Artists)              |                   |                 | 2:28      |
| 18. | 〈The Day〉 (Various Artists)                        |                   |                 | 2:22      |
| 19. | 〈Windows Of My Eyes〉 (Various Artists)             |                   |                 | 2:06      |
| 20. | 〈Nervous Dream〉 (Various Artists)                  |                   |                 | 1:39      |
| 21. | 〈Fallen Angel〉 (Various Artists)                   |                   |                 | 1:40      |
| 22. | 〈One Fine Day〉 (Various Artists)                   |                   |                 | 1:23      |
| 23. | 〈One Somber Day〉 (Various Artists)                 |                   |                 | 1:14      |
| 24. | 〈Good Man〉 (Various Artists)                       |                   |                 | 1:40      |
| 25. | 〈Stay Forever〉 (Various Artists)                   |                   |                 | 2:54      |

## 수상 경력
- 2012년 SBS 연기대상 뉴스타상 민호
- 2012년 SBS 연기대상 뉴스타상 설리
- 2012년 SBS 연기대상 뉴스타상 이현우

## 같이 보기
- 대한민국의 텔레비전 드라마 목록 (ㅇ)
- 2012년 대한민국의 텔레비전 드라마 목록
- 사랑방 선수와 어머니 : 2007년 하반기에 개봉된 대한민국 영화이다.